# Ла-Чертоза
45°26′00″ пн. ш. 12°22′00″ сх. д. / 45.43333333° пн. ш. 12.36666667° сх. д.
Ла-Чертоза (італ. Isola della Certosa, вен. Ìxoła de ła Certoxa) — острів у Венеційській лагуні на півночі Італії. Розташований на північний схід від Венеції, менш ніж за 250 метрів від Сан-П'єтро-ді-Кастелло і трохи більше, ніж за 500 метрів від Лідо-ді-Венеція. Канал завширшки 20 метрів відокремлює Ла-Чертозу від острова Віньйоле .

## Історія
1199 року на острові з'явилася громада ченців-августинців. 1424 року занедбаний августинцями монастир був переданий ченцям-картезіанцям з Флоренції, звідси бере свій початок назва острова Ла-Чертоза, тобто монастир картезіанців. Давні сакральні споруди на острові реставрувались у 1490—1505 роках. Після Наполеонівського завоювання Венеції на Ла-Чертозі була облаштована військова база .

## Перепланування
2010 року було відкрито проєкт під назвою «Парк на Ла-Чертозі» (італ. Parco della Certosa). Планувалося перебудувати занедбаний острів, розмістивши на його території громадський парк, морський центр та навчальний заклад, а також ресторани, бари та спортивні заклади. Перепланування мало відбутися поетапно та завершитися у 2015 році. Однак 12 червня 2012 року острів зазнав значних збитків від торнадо; постраждали, переважно, дерева. Відновлювальні роботи розпочалися того ж 2012 року .